# Avant-lès-Marcilly
Avant-lès-Marcilly är en kommun i departementet Aube i regionen Grand Est (tidigare regionen Champagne-Ardenne) i nordöstra Frankrike. Kommunen ligger  i kantonen Marcilly-le-Hayer som ligger i arrondissementet Nogent-sur-Seine. År 2022 hade Avant-lès-Marcilly 513 invånare.

## Befolkningsutveckling
Antalet invånare i kommunen Avant-lès-Marcilly
Referens: INSEE

## Galleri

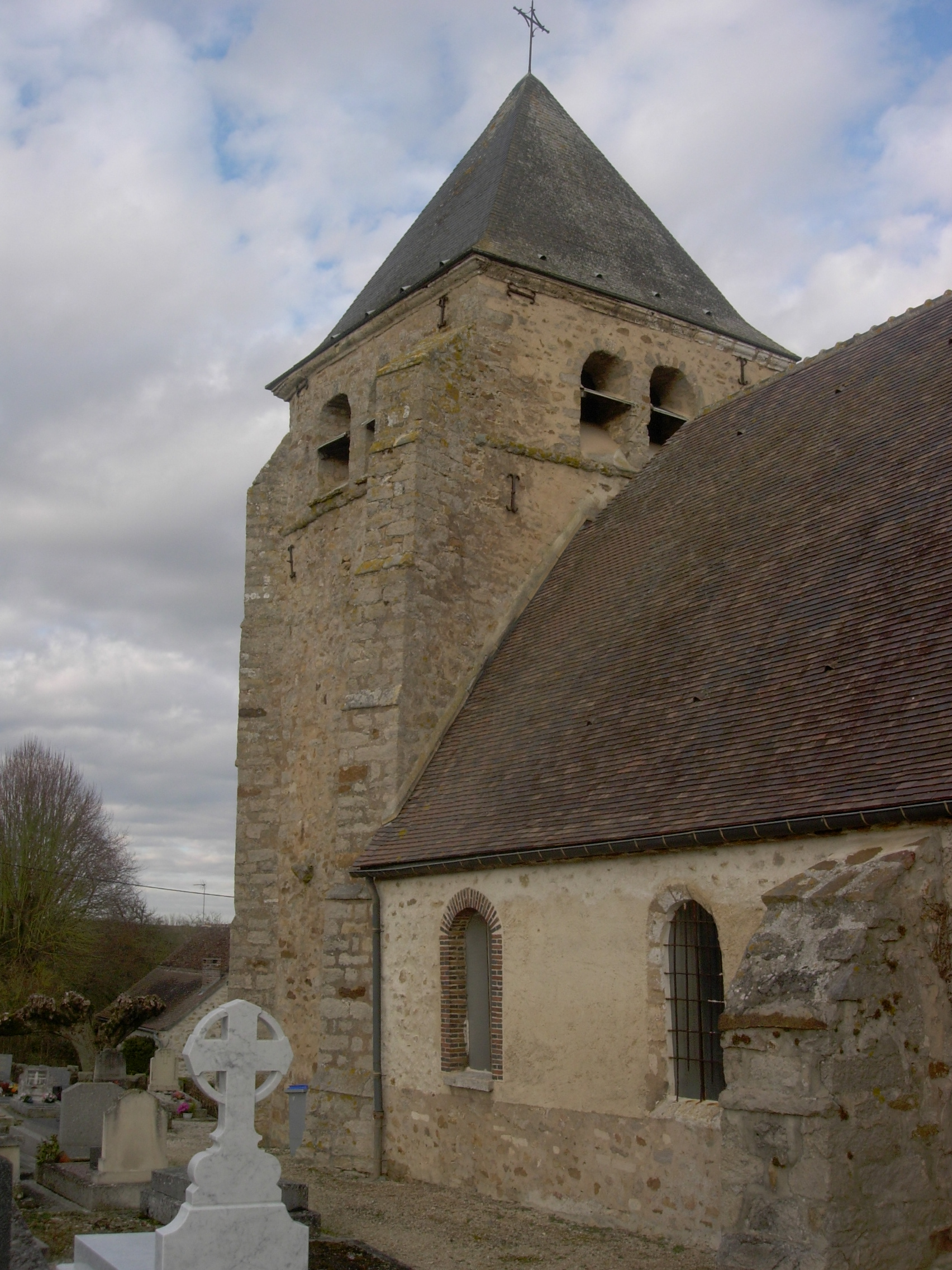
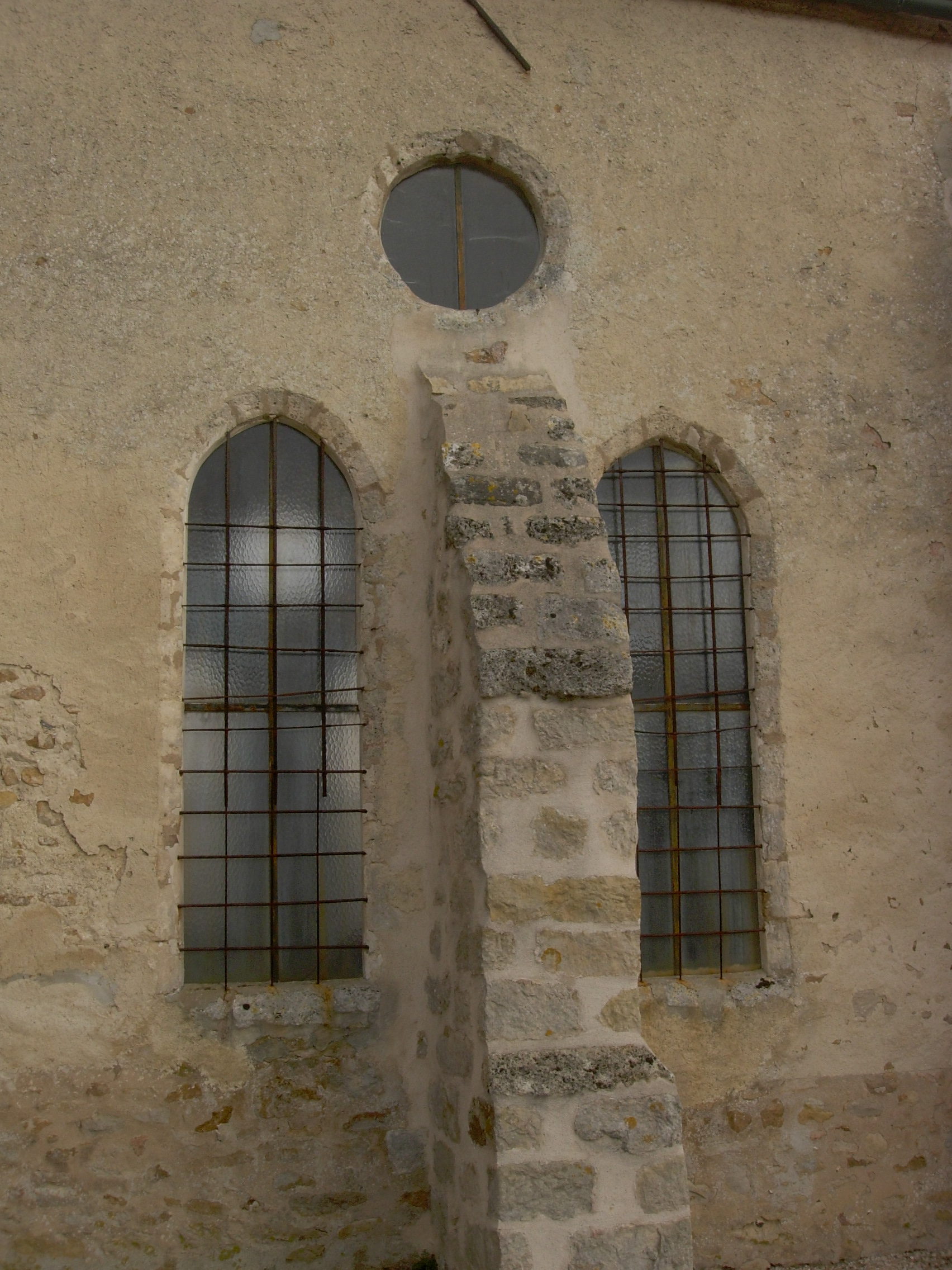
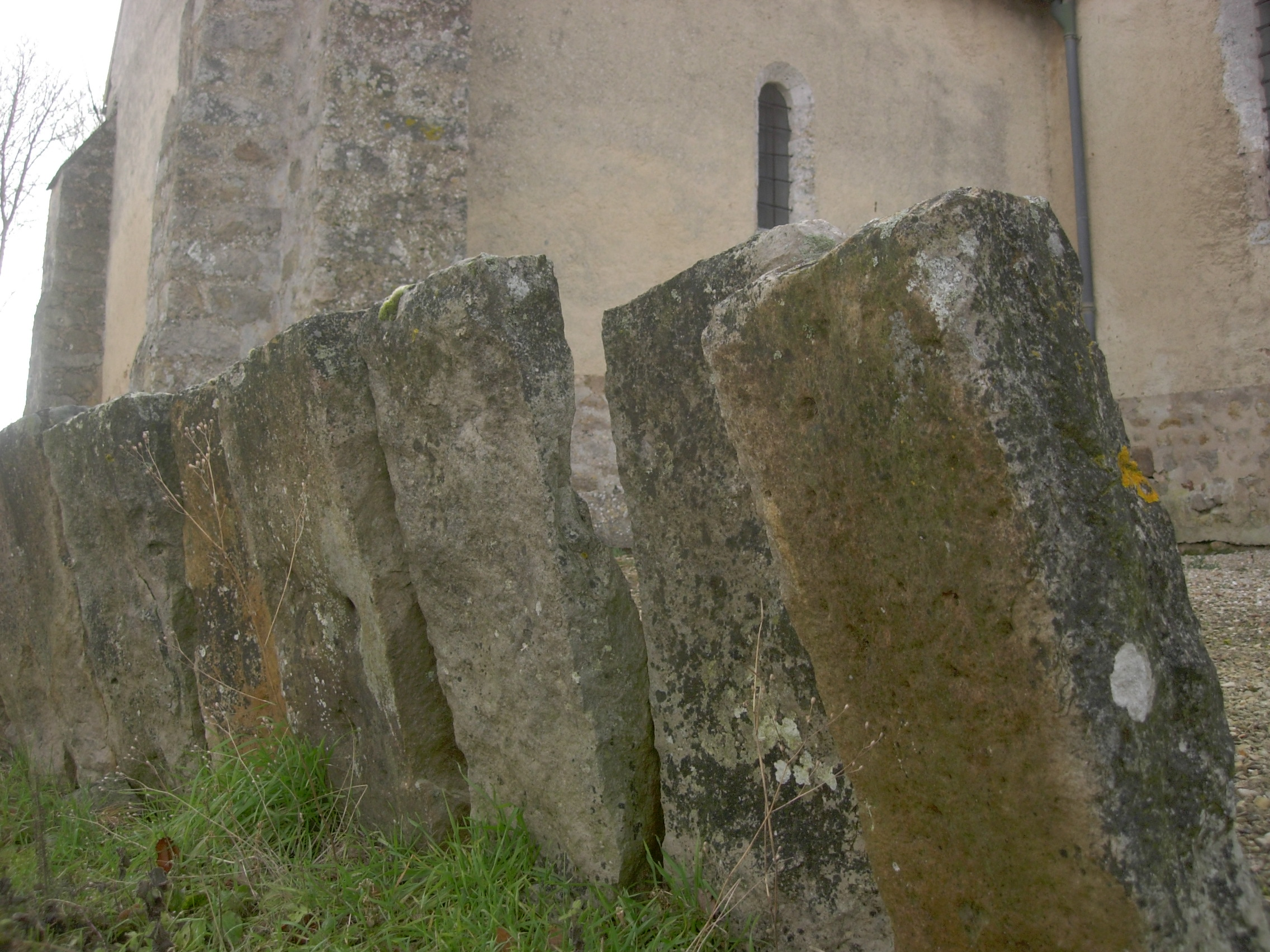